# Fibel (Band)
Fibel ist eine deutsche Post-Wave-Band.

## Geschichte
Fibel wurde 2017 von Jonas Pentzek als Sänger und Keyboarder, Lukas Brehm als Sänger und Bassisten, Noah Fürbringer als Schlagzeuger sowie Dennis Borger als Gitarristen gegründet. Die Gründungsmitglieder hatten gemeinsam an der Popakademie Baden-Württemberg studiert. Als erste Veröffentlichung erschien im selben Jahr das Lied Kripo! als Liveaufzeichnung.
Im Jahr 2018 veröffentlichte die Gruppe ihre Debüt-EP Kommissar auf Downbeat Records. Der Titelsong wurde von dem Online-Musikmagazin Diffus in die nationale Jahresbestenliste aufgenommen. Darüber hinaus wurde Fibel für den New Music Award nominiert.
2021 erschien mit Winter die erste Singleauskopplung der im selben Jahr folgenden zweiten EP Avatar.
Nach Veröffentlichung der Single Unique wurde 2022 eine „Pause auf unbestimmte Zeit“ angekündigt.
Neben eigenen Tourneen war Fibel unter anderem auf dem Schlossgrabenfest, dem Reeperbahn Festival, dem Maifeld Derby, der c/o pop und dem Modular Festival zu sehen.

## Diskografie
EPs
- 2018: Kommissar (Downbeat Records)
- 2021: Avatar (Bube Dame König Artist)

Singles
- 2017: Kripo! (Live)
- 2017: Exponat
- 2017: Substanz
- 2018: Kommissar
- 2018: Medikament
- 2018: Paynesgrau
- 2021: Winter
- 2021: Odyssee
- 2021: Avatar
- 2022: Unique